# آنتونلا پالمیسانو
آنتونلا پالمیسانو (ایتالیایی: Antonella Palmisano؛ زادهٔ ۶ اوت ۱۹۹۱) دونده پیاده‌روی سرعت اهل ایتالیا است.